# Диабетно стъпало
Диабетно стъпало е патология, която е хронично (дългосрочно) увреждане, което е пряк резултат от периферна артериална болест и/или сензорна невропатия, която поразява ходилата на пациенти със захарен диабет. Някои от характерните патологии, свързани с диабетното стъпало, са възпаления, рани по стъпалата, невропатична остеоартропатия.
В резултат от напреднатала нервна дисфункция, асоциирана с диабета (диабетна невропатия), стъпалата на пациентите са с намалена чувствителност на болка. Това означава, че по-дребни наранявания може продължително време да останат незабелязани, и така да прогресират до язва. Изследване показва, че такива язви по краката са възможни у 15% до 25% от диабетиците.
При диабета дисфункцията на периферната нервна система може да се съчетае с периферна артериална болест, която причинява затруднено кръвоснабдяване на крайниците (диабетна ангиопатия). Около половината от пациентите с язви от диабетно стъпало имат наличие и на ПАБ. Липсата на витамин D е установено, че се свързва с възпаленията на диабетното стъпало и с повижения риск от ампутация и смърт.
В случаите, когато раните останат нелекувани, инфекцията може да се разпространи към костите и ставите и тогава може да се наложи ампутация на долната част на крака. Възпалението на стъпалото е най-разпространената причина за нетравматична ампутация при пациентите с диабет.

## Превенция
Превенцията на диабетното стъпало може да включва оптимизиране на метаболитния контрол чрез регулиране нивата на кръвна захар, идентифициране и скрининг на хора в риск, особено пациенти с напреднала невропатия, обучение на пациентите с цел редовна грижа за здравето на стъпалата. Особено при наличие на периферна невропатия, израняванията причинени от неудобни или тесни обувки могат да са фактор в отключването на проблеми.

## Лечение
Лечението на диабетно стъпало може да бъде продължително, може да включва ортопедични средства, хирургическа намеса, противовъзпалителни лекарства и мазила.
Повечето възпаления на диабетното стъпало изискват лечение със системни антибиотици. Изборът на първоначалното антибиотично лечение зависи от няколко фактора, като степен на инфенкцията, дали пациентът се е лекувал с антибиотици и дали инфекцията е била причинена от мисроорганизъм, резистентен на обикновените антибиотици. Целта на антибиотичната терапия е да се спре инфекцията и разпространението ѝ.
|  | Тази страница частично или изцяло представлява превод на страницата Diabetic foot в Уикипедия на английски. Оригиналният текст, както и този превод, са защитени от Лиценза „Криейтив Комънс – Признание – Споделяне на споделеното“, а за съдържание, създадено преди юни 2009 година – от Лиценза за свободна документация на ГНУ. Прегледайте историята на редакциите на оригиналната страница, както и на преводната страница, за да видите списъка на съавторите. ВАЖНО: Този шаблон се отнася единствено до авторските права върху съдържанието на статията. Добавянето му не отменя изискването да се посочват конкретни източници на твърденията, които да бъдат благонадеждни. |